# Limontitla, Chicontepec
Limontitla är en ort i Mexiko.   Den ligger i kommunen Chicontepec och delstaten Veracruz, i den sydöstra delen av landet, 190 km nordost om huvudstaden Mexico City. Limontitla ligger 409 meter över havet och antalet invånare är 193.
Terrängen runt Limontitla är kuperad. Runt Limontitla är det ganska tätbefolkat, med 120 invånare per kvadratkilometer. Närmaste större samhälle är Xochiatipan de Castillo, 18,1 km sydväst om Limontitla. Trakten runt Limontitla består till största delen av jordbruksmark.